# Jaak Van Haerenborgh
Jaak Van Haerenborgh (Antwerpen, 4 maart 1919 - Deurne, 6 januari 2004) was een Vlaamse collaborateur en de oprichter van het Vlaams Nationaal Jeugdverbond (VNJ). Hij was hier verbondsleider tot aan zijn dood.

## Levensloop
Van Haerenborgh is opgeleid tot architect. Hij was in de jaren 30 van de 20e eeuw lid van het Algemeen Vlaamsch Nationaal Jeugdverbond, de jeugdvereniging van het Vlaamsch Nationaal Verbond. Tijdens de Tweede Wereldoorlog was hij vendelleider bij de Nationaal-Socialistische Jeugd Vlaanderen, waarvoor hij na de oorlog werd veroordeeld wegens collaboratie.
Na de oorlog wilde Van Haerenborgh een jeugdbeweging oprichten die ideologisch Vlaams-nationalistisch was, maar dan zonder het gewelddadige aspect dat bij de vooroorlogse jeugdbewegingen vaak een rol speelde: die fungeerden dikwijls als knokploegen en privémilities om politieke standpunten met geweld kracht bij te zetten. Hij had altijd als doel om één grote jeugdbeweging te vormen zoals in Duitsland was gebeurd tijdens de oorlog met de Hitlerjugend. De jeugdbeweging werd in december 1960 aangekondigd en in het voorjaar van 1961 opgericht., ze hadden in de beginjaren een band met de Vlaamse Militanten Orde maar bewaarde ook enige afstand.
Het tijdschrift Storm, dat als maandblad van het VNJ-Gent was opgericht, werd eind 1961 door Van Haerenborgh overgenomen en tot landelijk maandblad omgevormd.